# Liuopsylla simondi
Liuopsylla simondi är en loppart som beskrevs av Beaucournu et Sountsov 1998. Liuopsylla simondi ingår i släktet Liuopsylla och familjen mullvadsloppor. Inga underarter finns listade i Catalogue of Life.